# Louis Decazes
Louis Charles Élie Amanien Decazes (París, 29 de maig del 1819 - castell de La Grave, Bonzac (Gironda), 26 de setembre del 1886), segon duc de Decazes i segon duc de Glücksbierg, va ser un diplomàtic i parlamentari francès.

## Biografia
Louis Decazes fou el fill gran del reialista Élie Decazes, par de França, ministre de l'Interior i futur president del Consell de ministres francès, i de la segona esposa d'aquest, Wilhelmine de Beaupoil de Saint-Aulaire. De ben jove entrà a la carrera diplomàtica, i el 1841 ja era secretari d'ambaixada a Londres, i el 1843 a Madrid. Posteriorment va ser enviat especial davant del rei d'Espanya (a Madrid, 1846), i davant del rei de Portugal (a Lisboa, 1847). Nomenat membre del Consell General de la Gironda el 1846, en la revolució francesa de febrer del 1848 va ser destituït de tots els càrrecs públics que ocupava. Es reincorporà al Consell General el 1864.
Es presentà per la Gironda a les eleccions legislatives del 1869 -sense èxit-, i a les del 1871, que guanyà. Va ser nomenat per a l'ambaixada de Londres (6 de setembre del 1873), i poc després rebé la cartera d'Afers Estrangers, substituint-hi el duc de Broglie (22 de novembre). Retingué el càrrec sota diferents governs (de Broglie, de Cissey, Buffet, Dufaure i Simon) fins al 23 de novembre del 1877. En paral·lel, el 1876 havia estat reelegit diputat, pel 8è districte de París, i el 1877 es presentà per dues circumscripcions, Liborna (Gironda) i Lo Puget Tenier (Alps Marítims). Punxà a la primera, però fou elegit per la segona; el resultat, però fou invalidat per irregularitats. Es presentà a les eleccions senatorials, però no pogué aplegar prou vots i es retirà de la vida política.
El 3 d'agost del 1863 s'havia unit matrimonialment a Séverine-Rosalie von Löwenthal (1845-1911), membre d'una família alemanya establerta a la capital austríaca. Tingueren dos fills: Jean, futur duc Decazes, i Wilhelmine. En enviudar, Severine Rosalie es casà amb el príncep Josef Lubomirski.
Va ser distingit amb el títol de Gran Oficial de la Legió d'Honor (18 de juliol del 1876), els graus de comandant de l'orde de Carles III, de l'orde de Dannebrog i de l'orde de l'Estrella Polar de Suècia, el títol de camarlenc del rei de Dinamarca  i la Gran Creu de l'orde d'Isabel la Catòlica.